# Annie Elizabeth (manzana)
Annie Elizabeth es el nombre de la variedad cultivar de manzano (Malus domestica).
Fue criado por Samuel Greatorex, plántula de Parental-Madre 'Blenheim Orange' polinizado por 'Desconocido' en Knighton, Leicestershire, Inglaterra, alrededor de 1857y llamado así por su pequeña hija que murió en 1866. Introducido en los circuitos comerciales por el vivero "Harrison & Son Nursery" en Leicester alrededor de 1898. Recibió un Certificado de Primera Clase de la Royal Horticultural Society en 1868. Una manzana de cocción fina y tardía.

## Sinónimos
- "Annie Elisabeth",
- "Carter's Seedling",
- "Sloto",
- "Slotoaeble",
- "Slotrable",
- "Slotraeble",
- "Sussex Pippin",
- "The George".

## Historia
'Annie Elizabeth' es una variedad de manzana procedente de una plántula de Parental-Madre 'Blenheim Orange' polinizado como Parental-Padre por Desconocido. Criado por Samuel Greatorex, en Knighton, Leicestershire, Inglaterra, alrededor de 1857 y llamado así por su pequeña hija que murió en 1866. Introducido en los circuitos comerciales por el vivero "Harrison & Son Nursery" en Leicester alrededor de 1898. Recibió un Certificado de Primera Clase de la Royal Horticultural Society en 1868.
'Annie Elizabeth' se cultiva en la National Fruit Collection con el número de accesión: 1957-175 y Accession name: Annie Elizabeth.

## Características
'Annie Elizabeth' tiene un tiempo de floración que comienza a partir del 9 de mayo con el 10% de floración, para el 16 de mayo tiene una floración completa (80%), y para el 23 de mayo tiene un 90% de caída de pétalos.
'Annie Elizabeth' tiene una talla de fruto grande; forma redondos, aplanados y de forma algo irregular, altura 80.00 mm y anchura 95.00 mm; con nervaduras medias, a veces con nervaduras prominentes; epidermis es lisa, con un color base verde / amarillo, importancia del sobre color medio, con color del sobre color rojo, con sobre color patrón en rayas algo menos de la mitad de la manzana tiene un rubor anaranjado y rayas rojas regulares, a veces con motas, el color de fondo puede ser más amarillento con manchas rojas más brillantes cuando se cultiva en climas cálidos donde tiene la posibilidad de madurar completamente, piel dura con una sensación grasosa, "russeting" (pardeamiento áspero superficial que presentan algunas variedades) muy bajo; cáliz de tamaño pequeño y cerrado, asentado en una cuenca profunda y en forma de embudo, rodeada por una copa irregular y tenue de cinco nudos; pedúnculo muy corto y algo robusto, colocado en una cavidad profunda y estrecha que a menudo tiene forma irregular; carne de color blanco cremoso, de grano grueso y densa. Sabor algo seco y bastante afilado. Cuando se abre, hay un aroma fuerte y dulce.
Su tiempo de recogida de cosecha se inicia a principios de octubre. Se conserva bien durante cinco meses en cámara frigorífica.

## Progenie
'Annie Elizabeth' es el Parental-Madre de la variedades cultivares de manzana:
- Belvoir Seedling

## Usos
Esta es una manzana de estilo antiguo y temporada tardía, de uso en cocina. Una excelente manzana para guisar y cocinar que mantiene su forma y se vuelve bastante dulce. También se utiliza para hacer jugos.

## Ploidismo
Diploide, auto estéril. Grupo de polinización: E, Día 19.